# Tanegashima
Tanegashima (jap. 種子島 Tane-ga-shima) – japońska wyspa w archipelagu Ōsumi będącego częścią Wysp Satsunan w łańcuchu Riukiu. Administracyjnie należy do prefektury Kagoshima. 
Tanegashima zajmuje powierzchnię 445 km². Jest wyspą wulkaniczną o długości 57 km i szerokości od 5 do 10 km. Linię brzegową o długości 186 km stanowią skaliste wybrzeża i piaszczyste plaże. Na wyspie panuje klimat subtropikalny.
Liczba ludności wynosi ok. 33 tys. Największym miastem jest Nishinoomote. Wyspa posiada port lotniczy oraz połączenia promowe.
W południowej części wyspy znajduje się Centrum Lotów Kosmicznych Tanegashima.

## Galeria

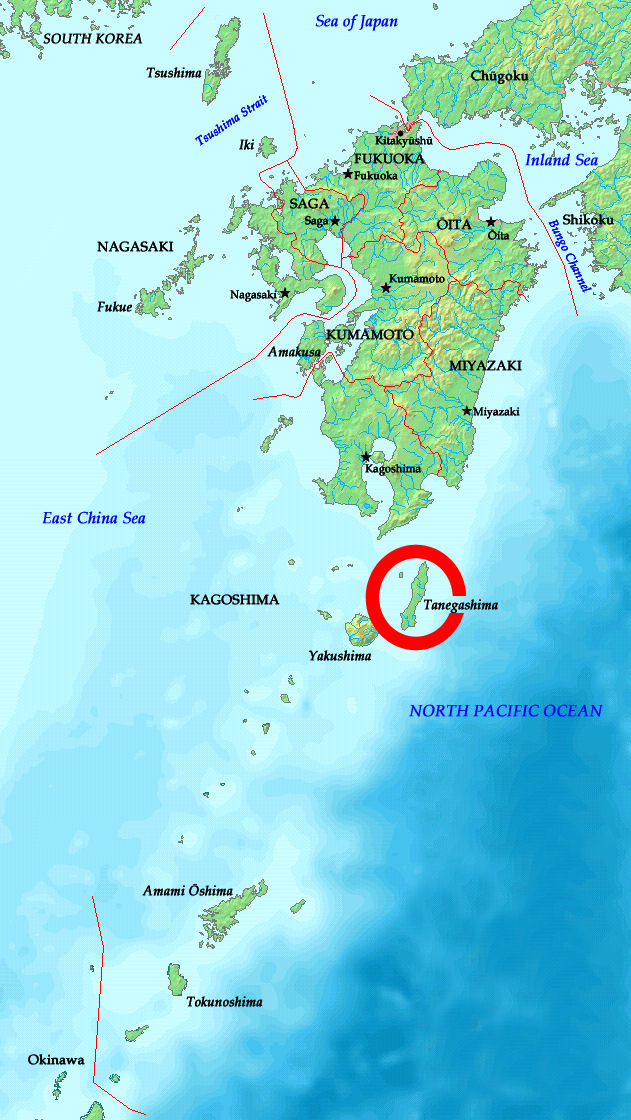
Położenie wyspy
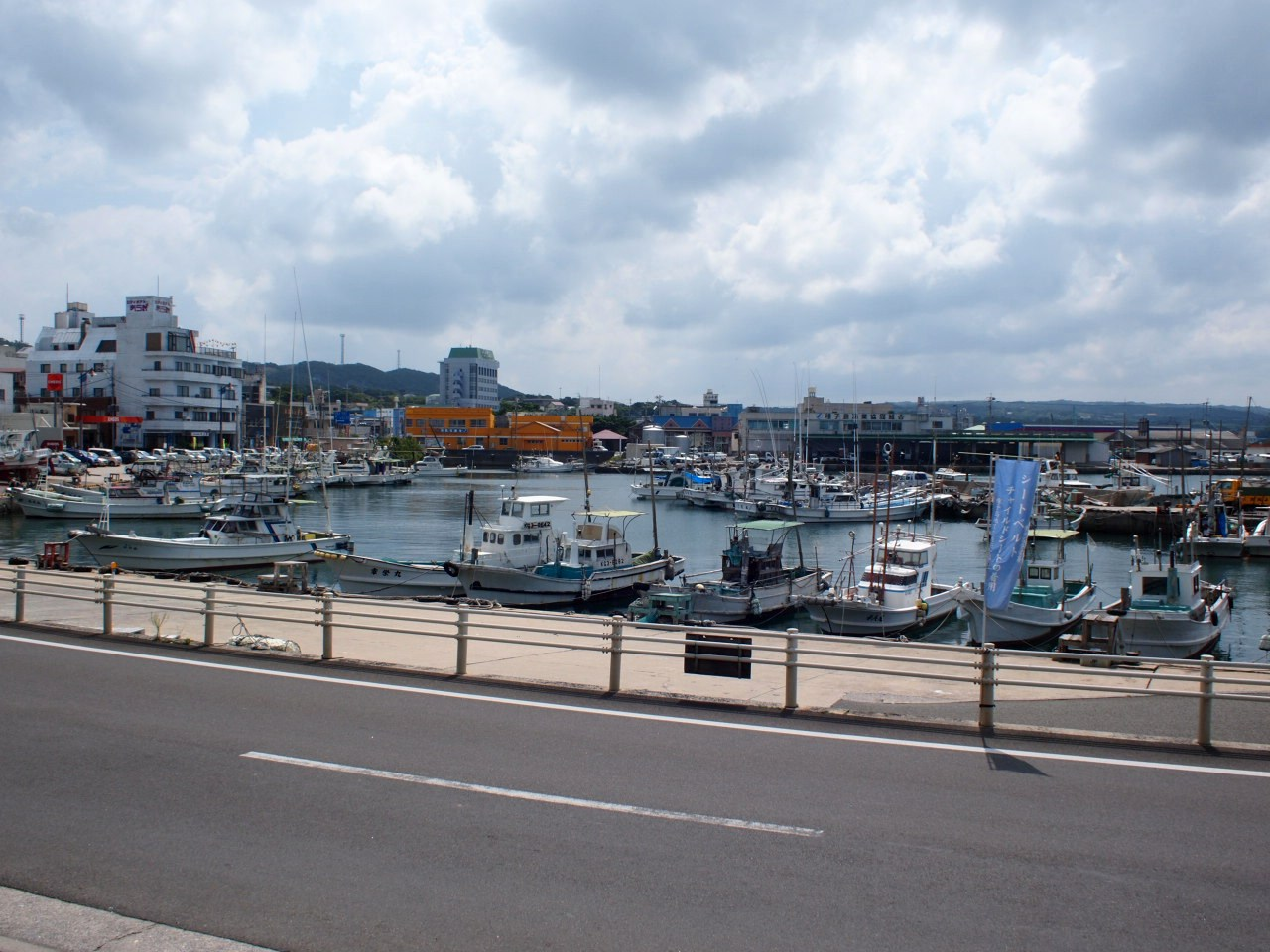
Port w Nishinoomote
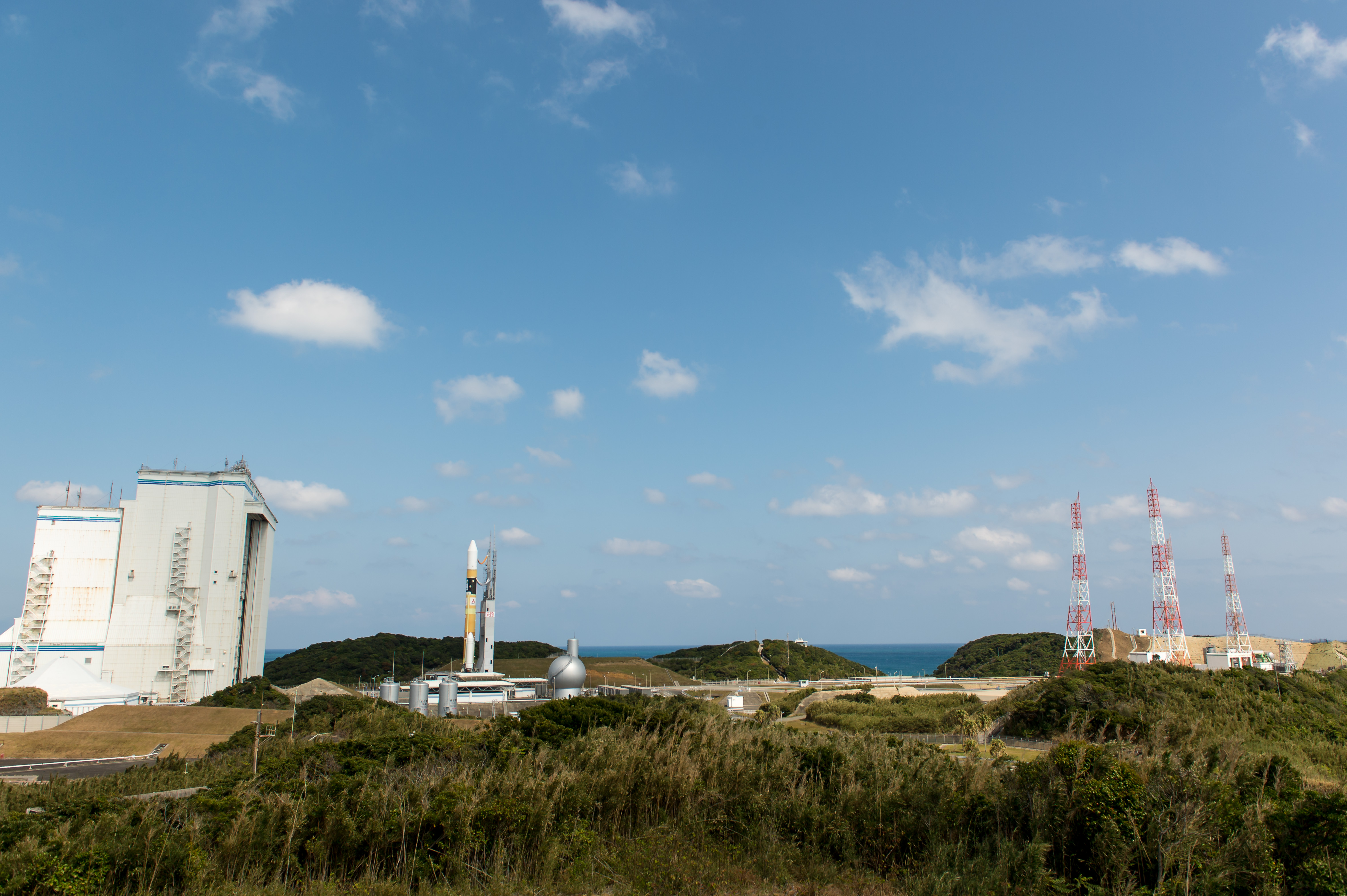
Kosmodrom Tanegashima
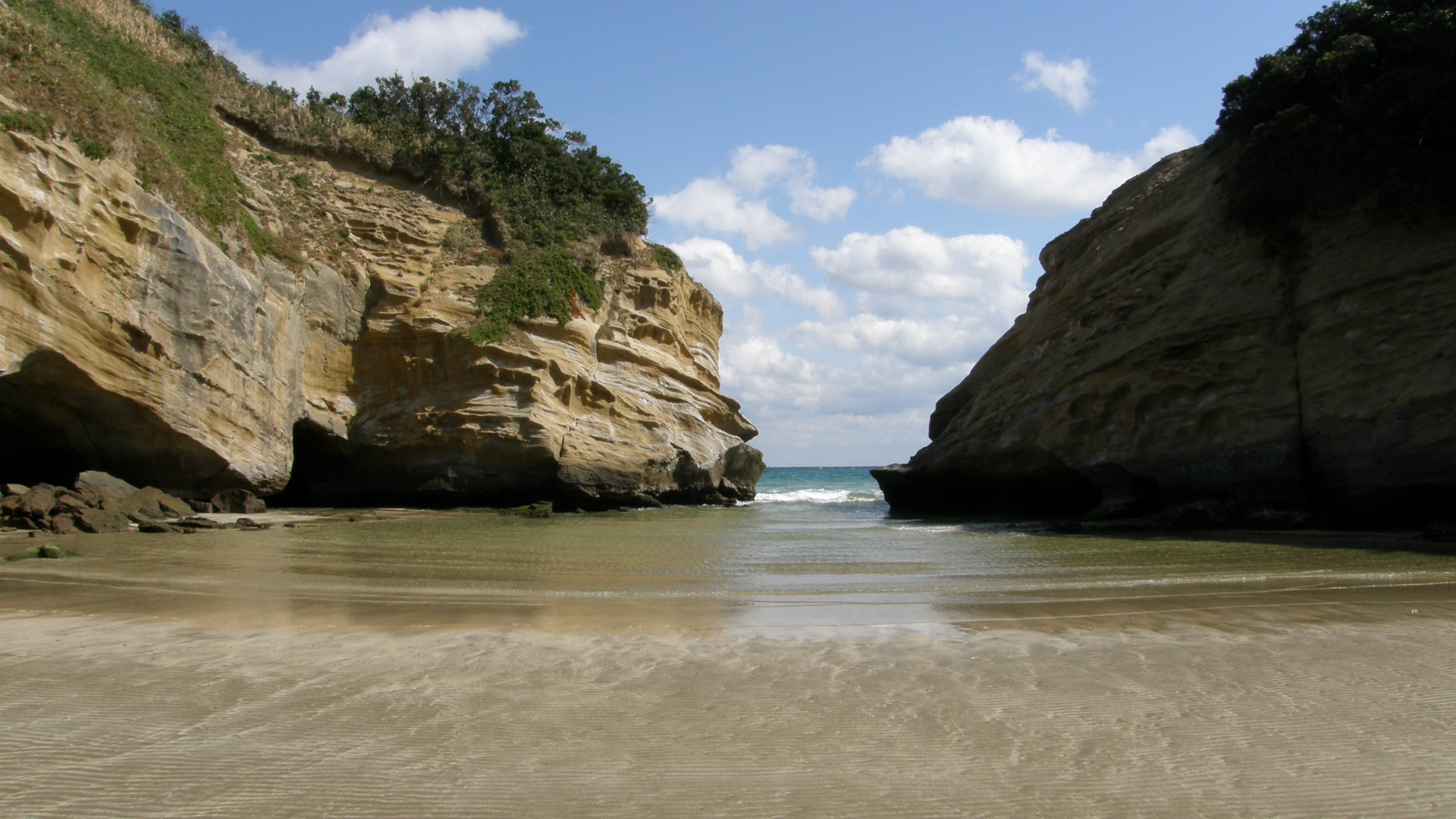
Wybrzeże wyspy
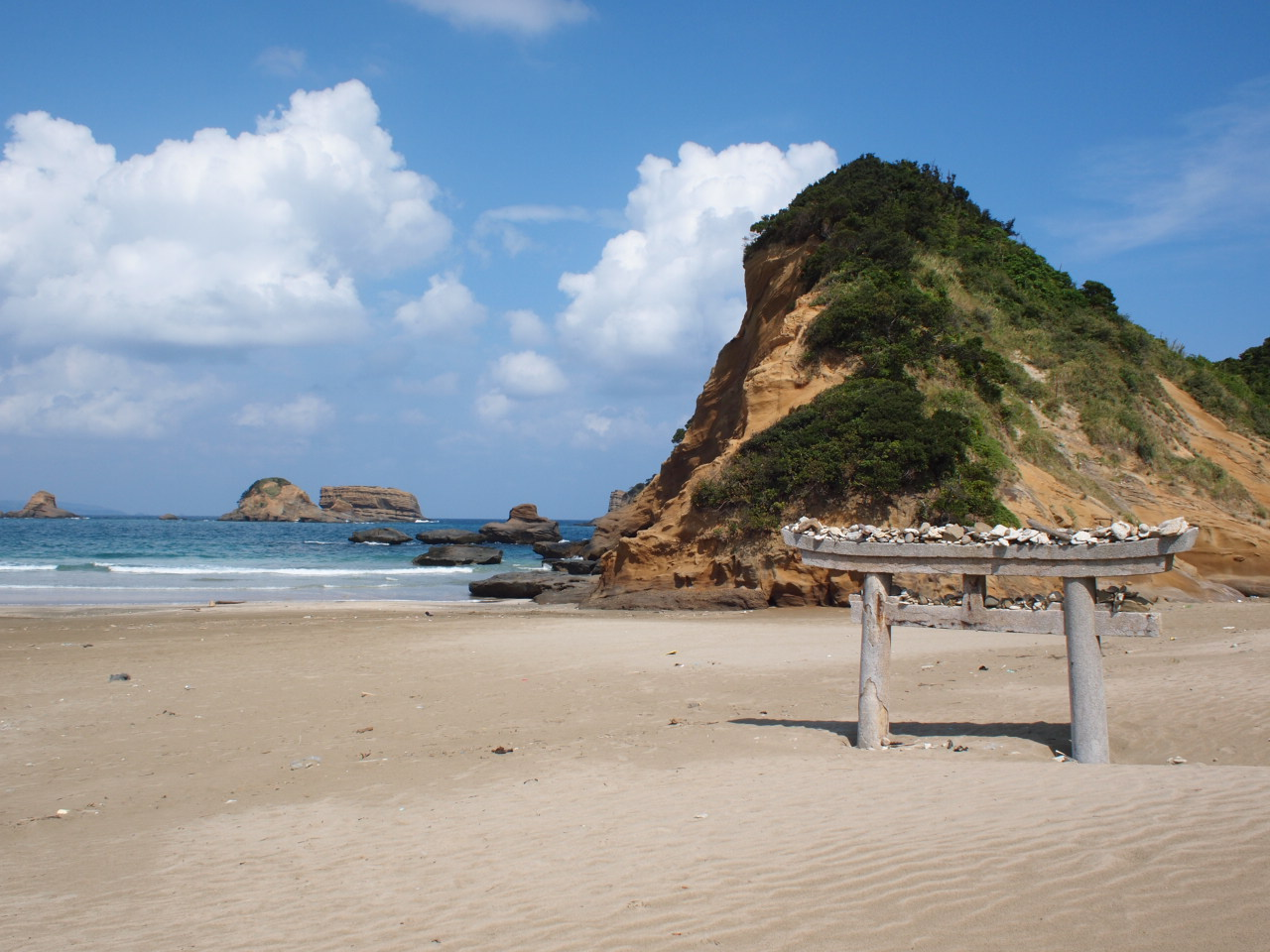
Wybrzeże wyspy